# Canon Cinema EOS

Canon EOS

Canon Cinema EOS — название семейства автофокусных цифровых однообъективных зеркальных камер и беззеркальных фотоаппаратов и видеокамер, а также объективов, впервые представленных в конце 2011 года компанией Canon вместе с выходом камеры Canon EOS С300 и последующих в начале 2012 года Canon EOS С500 и Canon EOS-1D C. Аббревиатура Cinema EOS происходит от англ. Cinema Electro-Optical System («электрооптическая киносистема»).

## История

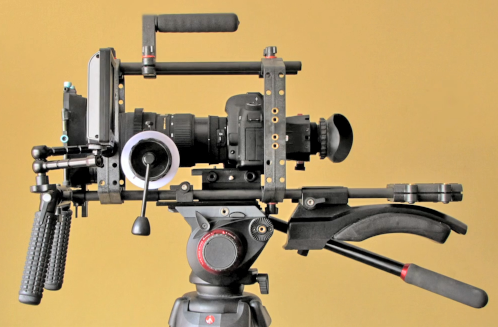
Canon EOS 5D Mark II, подготовленный к киносъёмке

Cinema EOS является частью линейки Canon EOS, впервые представленной камерой Canon EOS 650, выпущенной в 1987 году. В 2008 году вышел фотоаппарат Canon EOS 5D Mark II, являющийся первой цифровой зеркальной камерой, способной снимать видео. После положительных отзывов пользователей в Canon задумались о разработке камер специально предназначенных для видеосъёмки.

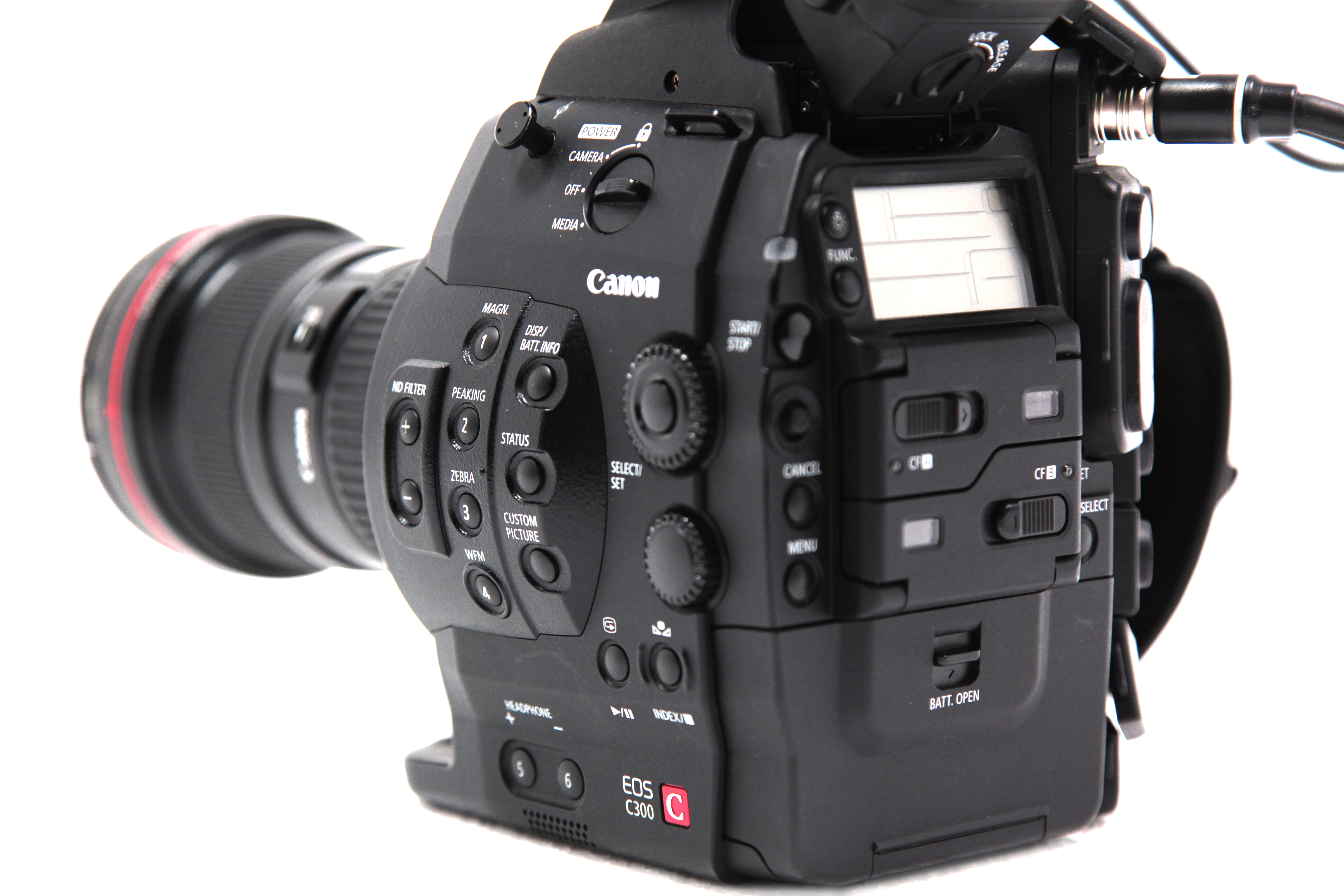
Canon EOS C300

Семейство Cinema EOS впервые было анонсировано в конце 2011 года вместе с выходом беззеркальной кинокамеры Canon EOS C300 с сенсором Супер-35, а также объективов CN-E (с байонетом Canon EF и Arri PL). Анонс сопровождался показом прототипа камеры в корпусе обычного зеркального фотоаппарата, способного снимать видео в 4K. Это показало серьёзность намерений Canon конкурировать на кинорынке.
В начале 2012 года семейство пополнилось камерой Canon EOS C500, поддерживающей видеосъёмку в 4K / Ultra HD с записью в RAW. C500 стала первой камерой, способной записывать несжатый RAW.

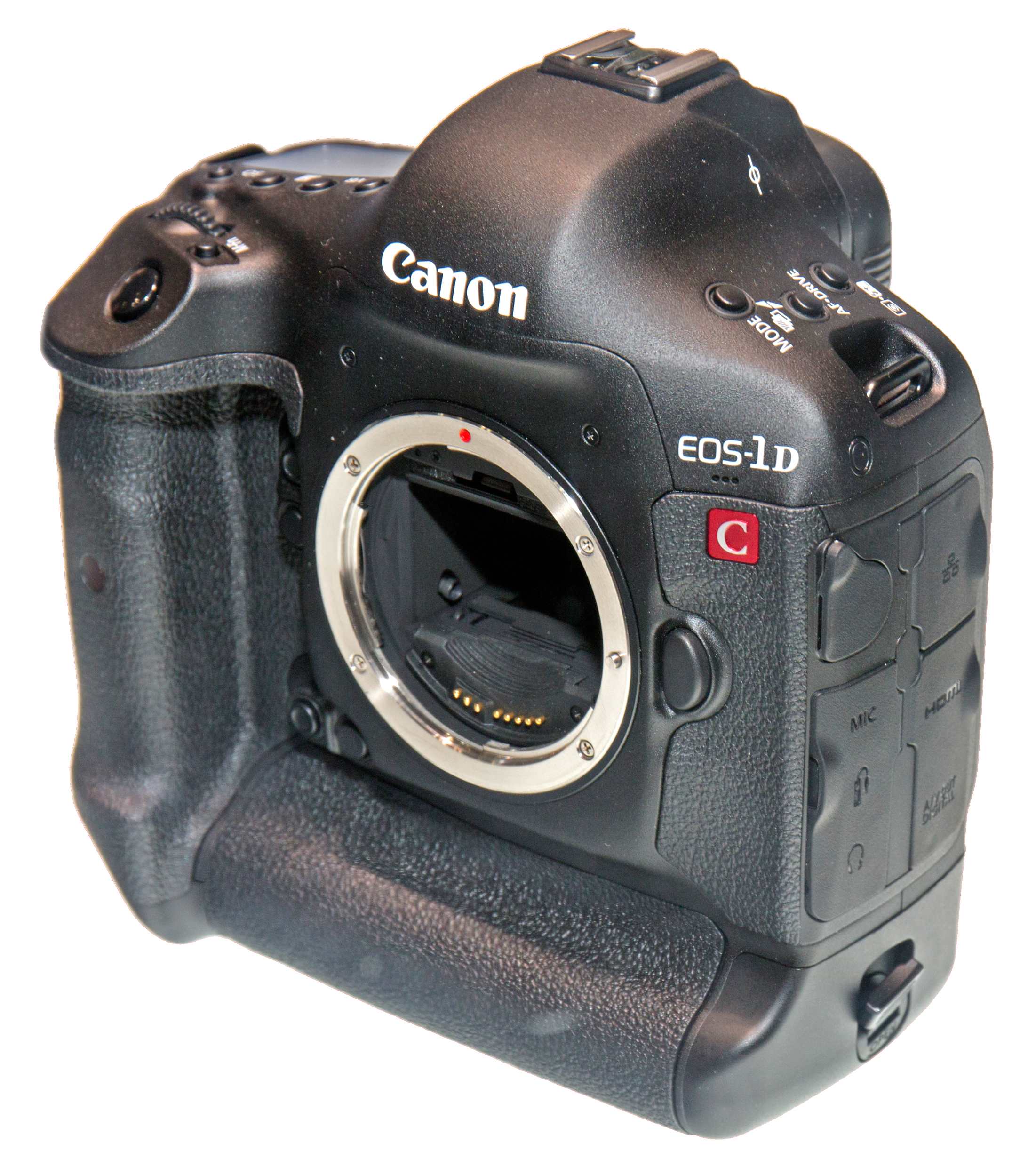
Canon EOS 1D C без объектива

Была также представлена модификация Canon EOS-1D X, названная Canon EOS-1D C и имеющая такую же матрицу, способная вести съёмку в 4K (но не в raw). Новое разделение серии Canon EOS 1D сменило предшествующее, представленное в 2011 году камерами с высоким разрешением (1Ds) и скоростной съёмкой (1D).

## Камеры

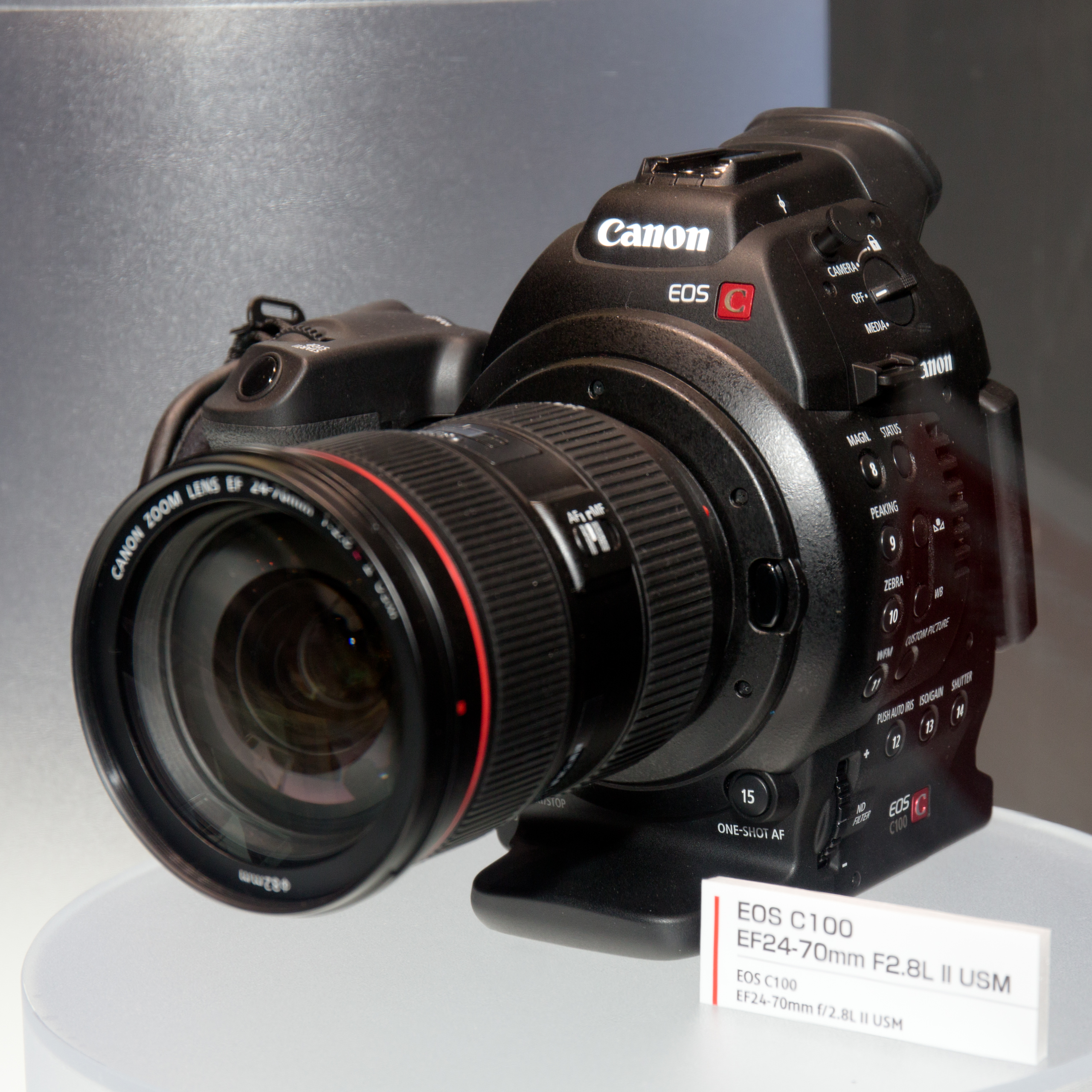
Canon EOS C100

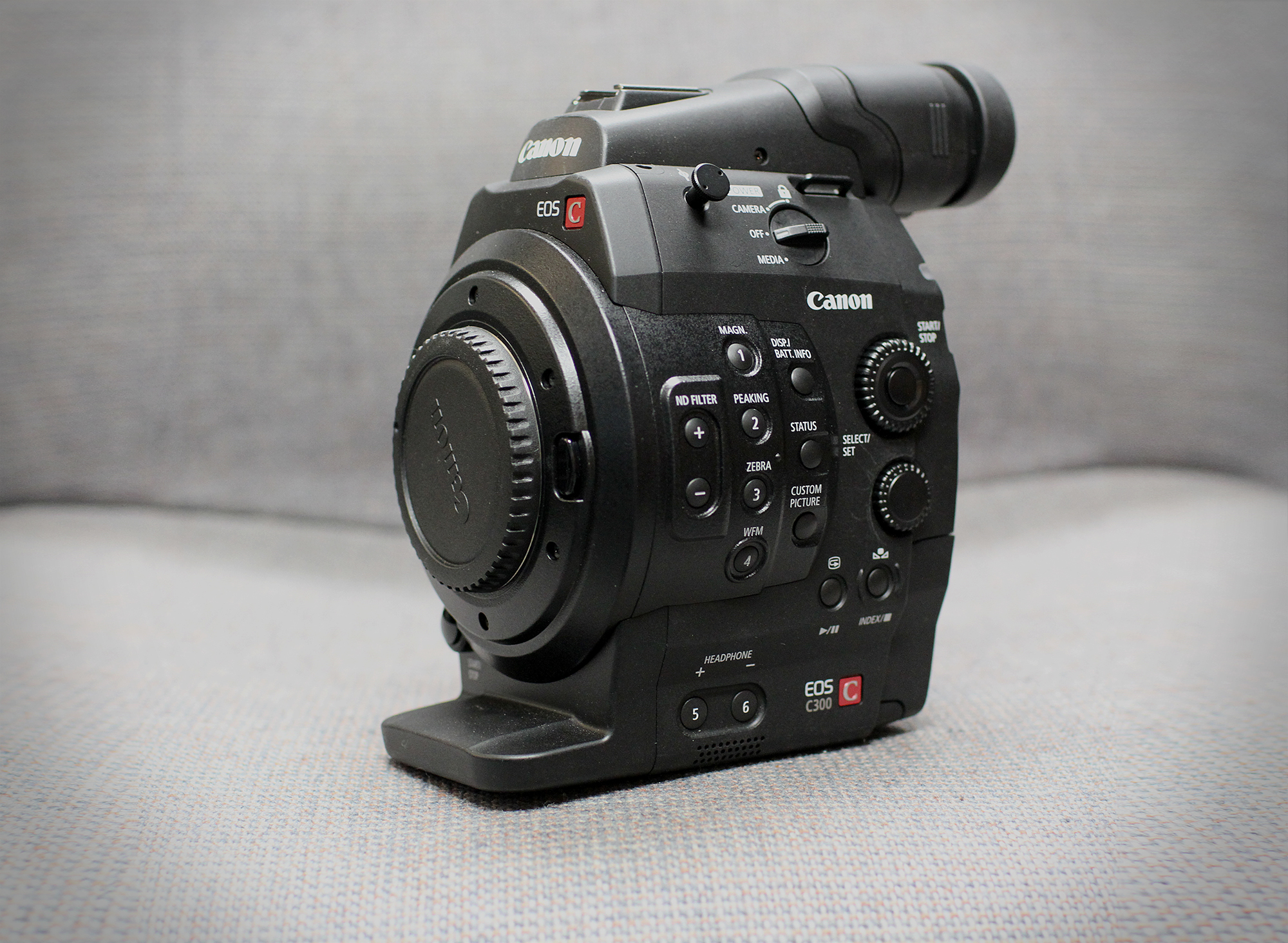
Canon EOS C300

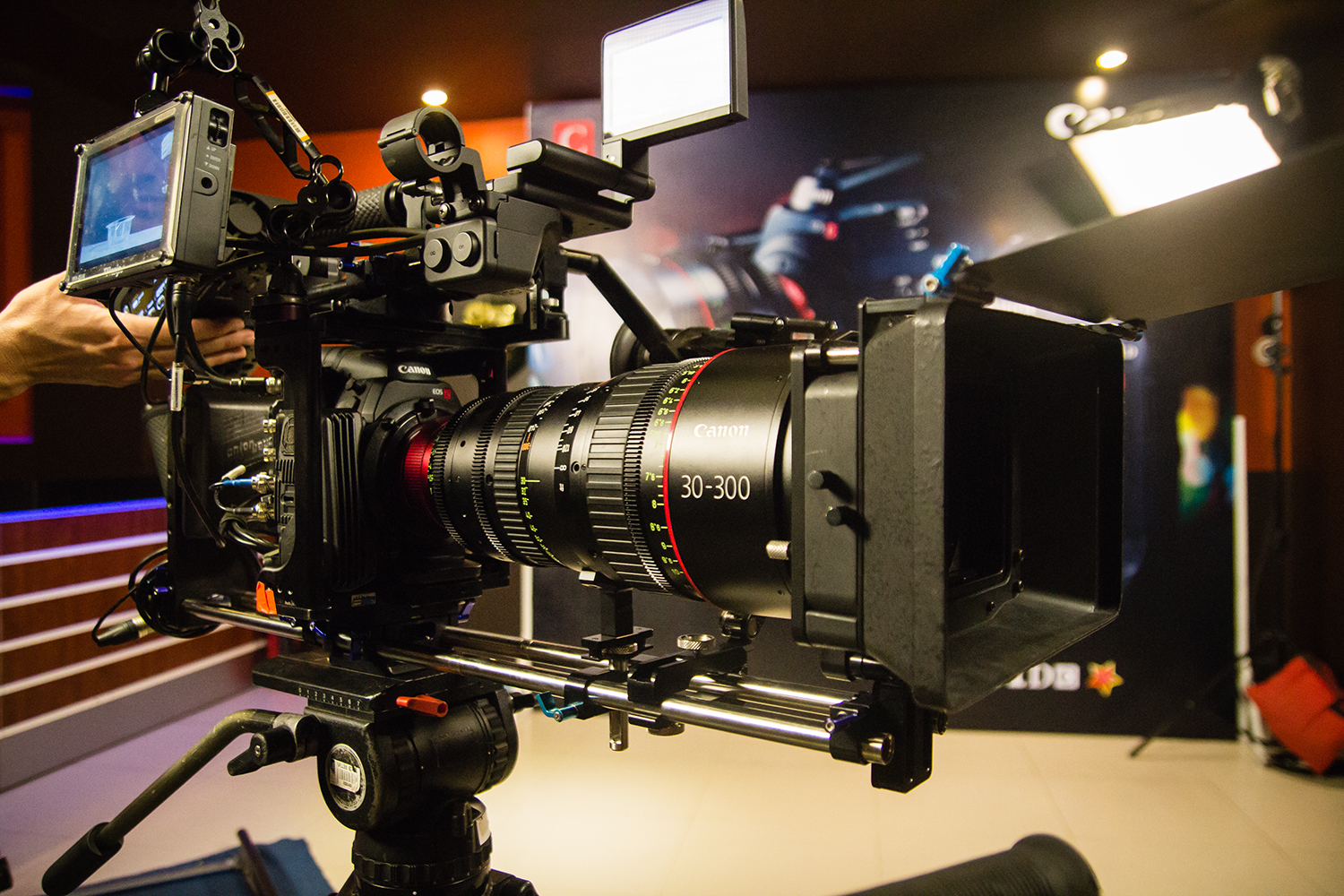
Canon EOS C500 с объективом Canon СN-Е 30-300 мм Т2.95-3.7

На 2016 год в линейке представлено 5 кинокамер Canon EOS C-серии и 1 зеркальная камера Canon EOS 1D-серии.

### Беззеркальные камеры

#### Супер-35
- Canon EOS C100 — 2012
- Canon EOS C100 Mark II — 2014
- Canon EOS C300 — 2011 — запись в 2K/HD MPEG (изображение формируется с помощью функции кадрирования: из центра полнокадрового сенсора считывается часть изображения размером Супер-35)
- Canon EOS C300 Mark II — 2015
- Canon EOS C500 — 2012 — запись в 4K/QHD и 2K/HD RAW (изображение формируется с помощью функции кадрирования: из центра полнокадрового сенсора считывается часть изображения размером Супер-35)

### Зеркальные камеры

#### Полнокадровые 35 мм
- Canon EOS 1D C — 2012 — запись в 4K/QHD и 2K/HD MJPEG (изображение формируется с помощью функции кадрирования: из центра полнокадрового сенсора считывается часть изображения размером Супер-35)
- Canon EOS-1D X Mark II — 2016 — запись 4К с частотой до 120 кадров в секунду.

## Объективы
Специально для камер серии Cinema была выпущена линейка объективов CN-E. Все неполнокадровые объективы представлены в двух модификациях: с байонетом Canon EF и с байонетом Arri PL.

### Маркировка
- CN-E — Cinema EOS
- S — Супер-35
- F — Полнокадровый 35 мм
- P — Байонет PL
- _ — Байонет EF
- L — Для профессионалов (неофициально Luxury — люксовый)

### Полнокадровые 35 мм

#### Байонет Canon EF

##### Объективы с фиксированным фокусным расстоянием
- CN-E14mm T3.1 L F (2013)[7]
- CN-E 24mm T1.5 L F (2011)
- CN-E 50mm T1.3 L F (2011)
- CN-E 85mm T1.3 L F (2011)[8]
- CN-E135mm T2.2 L F (2013)[7]

##### Объективы с переменным фокусным расстоянием
Не выпущены до настоящего времени.

### Супер-35

#### Байонет Canon EF

##### Объективы с фиксированным фокусным расстоянием
14 мм,
24 мм,
35 мм,
50 мм,
85 мм,
135 мм.

##### Объективы с переменным фокусным расстоянием
- СN-Е 14.5-60 мм Т2.6 L S (2011)
- СN-Е 30-300 мм Т2.95-3.7 L S (2011)[8]
- СN-Е 15.5-47 мм Т2.8 L S (2012)
- СN-Е 30-105 мм Т2.8 L S (2012)

CN-E 15.5-47 мм и CN-E 30-105 мм значительно меньше по размерам, чем CN-E 14.5-60 мм и CN-E 30-300 мм.

#### Байонет Canon PL

##### Объективы с фиксированным фокусным расстоянием
Не выпущены до настоящего времени.

##### Объективы с переменным фокусным расстоянием
- CN-E 14.5-60 мм T2.6 L S P (2011)
- CN-E 30-300 мм T2.95-3.7 L S P (2011)
- CN-E 15.5-47 мм T2.8 L S P (2012)
- CN-E 30-105 мм T2.8 L S P (2012)

CN-E 15.5-47 мм и CN-E 30-105 мм значительно меньше по размерам, чем CN-E 14.5-60 мм и CN-E 30-300 мм.

## Список фильмов, снятых Canon Cinema EOS
| Год  | Русское название | Оригинальное название | Режиссёр   | Примечание                                                                                               |
| ---- | ---------------- | --------------------- | ---------- | --- |
| 2014 | Дурак            |                       | Юрий Быков | Съёмка велась на камеру Canon C500 с объективами Arri Ultra Prime и с внешним рекордером Aja Ki Pro Quad |

## Награды

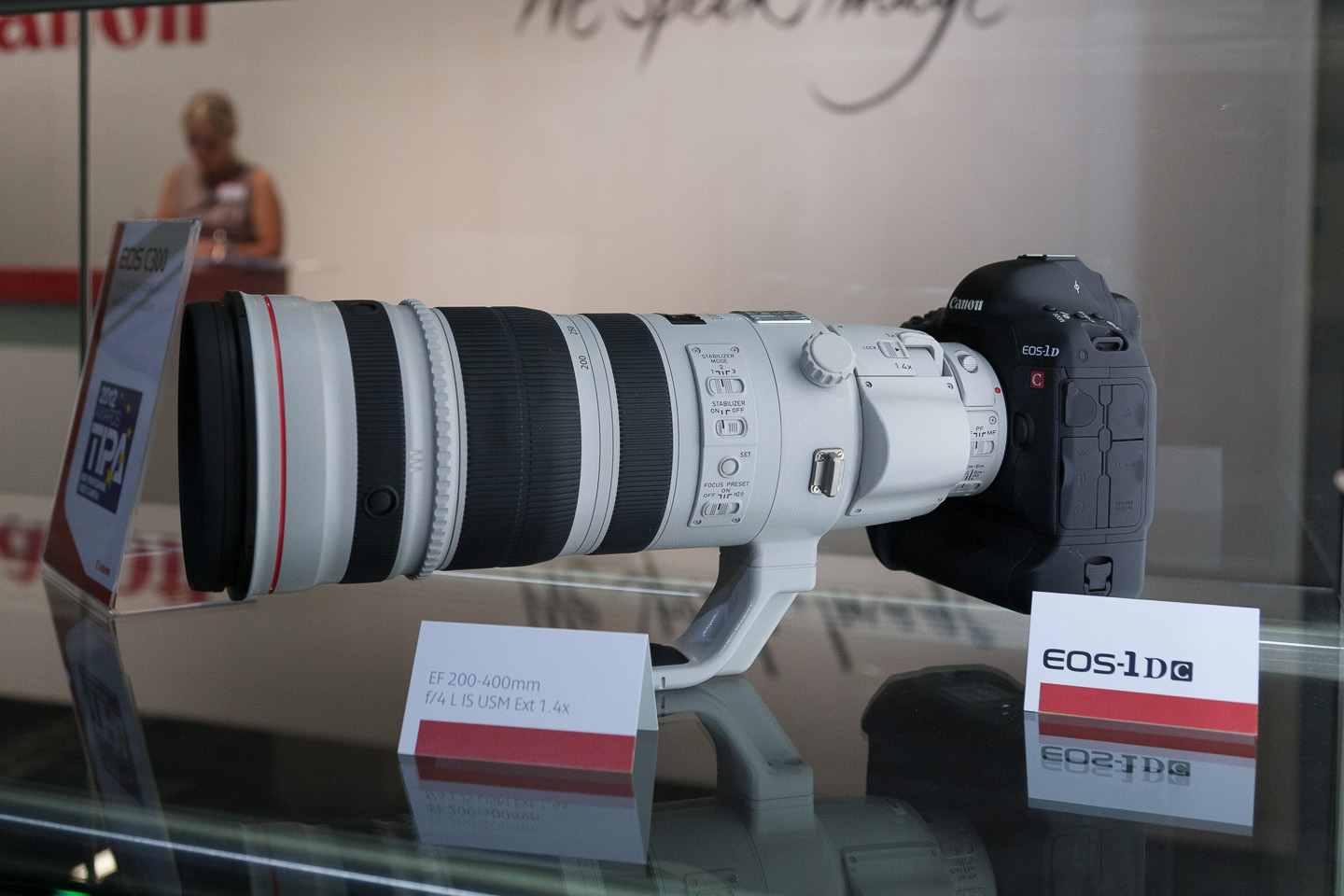
Canon EOS-1D C с объективом Canon EF 200—400 мм f/4 L IS USM и экстендером Canon 1.4x

Canon EOS-1D C стал лауреатом премии TIPA (Technical Image Press Association) в номинации «лучшая цифровая зеркальная камера для видео» (Best Video DSLR, 2013).